# El Molino de Jimburilla
El Molino de Jimburilla es un caserío peruano ubicado en el distrito de Ayabaca, perteneciente a la provincia homónima del departamento de Piura, al norte del Perú. 

## Ubicación
El Molino de Jimburilla se ubica al noreste de la provincia de Ayabaca, en el distrito de Ayabaca, en el departamento de Piura.

## Demografía
En 2017 El Molino de Jimburilla tenía una población de 120 habitantes.
| Gráfica de evolución demográfica de El Molino de Jimburilla entre 1993 y 2017 |
|                                                                               |
| Fuentes: Población 1993 (junto con Jimburillo) y 2017                         |